# قطعنامه ۴۴۱ شورای امنیت
قطعنامه ۴۴۱ شورای امنیت سازمان ملل متحد که در تاریخ ۲۷ نوامبر ۱۹۷۸ تصویب شد ، سندی بین‌المللی دربارهٔ قبرس است. این قطعنامه طی نشست ۲٬۱۰۰ام تصویب شد.